# 地方港湾
地方港湾（ちほうこうわん）は、日本における港湾の一区分。港湾法第2条第2項において「重要港湾以外の港湾」が地方港湾と定義されており、2017年4月1日現在808港が存在する。1950年の港湾法制定時に地方港湾の制度が新設された。

## 概要
重要港湾が国際・国内海上輸送網の拠点として位置づけられているのに対し、地方港湾は当該地域の海上交通拠点 (※) としての性格が強い。港湾整備の面から見ると、地方港湾は重要港湾よりも優先度が低いため、整備費用に係る国庫補助金は重要港湾のそれと比べて、低率に設定されている。
地方港湾が備えるべき港湾施設等は必ずしも法令等で明示されていないが、例えば係留施設を見ると岸壁（-4.5m超の係留施設）ではなく物揚場（-4.5m未満の係留施設）が主流となっている。
地方港湾の中には湖や河川内に所在するものがある。前者には青森県の子ノ口港、休屋港（十和田湖沿岸）、福島県の翁島港、湖南港（猪苗代湖沿岸）、茨城県の土浦港（霞ケ浦沿岸）、滋賀県の大津港、長浜港、彦根港、竹生島港（琵琶湖沿岸）が、後者には茨城県の潮来港、軽野港（利根川沿岸）や京都府の伏見港（宇治川沿岸）がある。
地方港湾のうち、法制上特定の機能、位置付けがなされている港湾には以下のものがある。

### 避難港
暴風雨の際に小型船舶が避難のため停泊することを主目的とし、防波堤など外郭施設の整備で国の支援が手厚い港湾を避難港と呼ぶ。2017年4月現在、全国に36港あり、そのうち洞輪沢港を除く35港が地方港湾である。

### 56条港湾
港湾区域が設定されておらず、都道府県知事が水域を公告した港湾。地方港湾のなかでも特に小規模なものや、今後開発が見込まれるものなどが該当する。2017年4月現在、全国に61港ある。

## 課題
地方港湾の中には、フェリー・定期貨物便の寄港地として、地域の海上交通拠点として機能している港湾もあるが、旅客船・貨物船がほとんど入港することなく、漁船の利用が中心となっている港湾も少なくない。このように、海上交通拠点として幅広い用途を持つ港湾としてというよりも、実質的に漁港として利用される傾向が強いという課題を地方港湾は抱えている。この背景には、港湾法制定時に港湾としての指定を判断した時点において、漁港よりも港湾の方が、国庫補助金による整備がしやすかったという事情があるとの指摘もある。

## 統合への動き
そうした中、大分県は2006年、東国東郡の町村が合併して国東市として発足したことを契機に、東国東郡内の地方港湾8港を国東港1港に統合した。これが初の地方港湾統合の事例であり、地方港湾の統合を国土交通省が推進していることもあり、市町村合併の動きに対応して地方港湾の統合も進んでいる。地方港湾数は2005年度当初時点で951港あったものが、2009年4月までの4年間で8%ほど数を減らしている。